# Lubrich Ágost
Lubrich Ágost (Besztercebánya, 1825. december 28. – Rákospalota, 1900. július 14.) pedagógus, egyetemi tanár, a Magyar Tudományos Akadémia levelező tagja (1871).

## Élete
Porosz apa és magyar anya gyermeke. Lutheránus apja házassága előtt a katolikus vallásra tért és így hét gyermekét is a katolikus egyházban keresztelték meg. A szülők, miután meglehetős vagyonukat mostoha körülmények jelentékenyen megapasztották, Losoncra költöztek, ahol a serfőzést és szeszgyártást folytatták ugyan, de a még válságosabb viszonyok közt egészen tönkre mentek.
Scitovszky rozsnyói püspöknek, egyházi látogatása alkalmával, feltűnt Lubrich okos feleleteivel, pártfogásába vette a fiút és évi 20 forint ösztöndíjat utalványozott neki; csak így volt lehetséges, hogy édesanyja 1837-ben a rozsnyói gimnázium I. osztályába vihette. Itt 41 forintért kapott szerény ellátást; e költség felét anyja kézi munkájával kereste meg. Harmadik osztályos korában korrepetálással már ő is 30 forintot keresett; a IV. osztályban egy jómódú polgári családhoz került házi tanítónak; az V. és VI. osztályban a püspöki tápintézetben volt. A II. bölcseleti osztályt mint kispap a papnevelőintézetben végezte, ahonnét, mivel mindig első tanuló volt, teológiára a pesti központi szemináriumba küldték. Azonban itt is szegénysége miatt a tanuláshoz szükséges könyveket és kéziratokat be nem szerezhette és csak kikölcsönzöttekből tanult; ez igen lehangolta, s mivel mellőztetést is szenvedett, másodéves teológus korában a papi pályától megvált.
Ekkor Mutschenbacher Alajos pesti nyilvános fiúnevelő-intézetében nyert alkalmazást, ahol két évig elemi, gimnáziumi és bölcseleti tárgyakat tanított. Egyúttal a tanítóképzőbe is járt és a II. tanfolyamból magánvizsgálatot tett és oklevelet nyert. 1848. októberben Eötvös József báró a szegedi királyi tanítóképzőhöz rendes tanárnak nevezte ki. Itt Menyhért Ágoston tanítói példája és Csaplár Benedek barátsága döntő befolyást gyakorolt reá. 1857-ben a helytartóság a királyi tanítóképzőket újjászervezte és az eddigi tanárok megkérdezése nélkül a tanszékekre pályázatot hirdetett. Ezen sérelem miatt a tanárok lemondtak. Lubrichot Kecskemét városa az egy év előtt felállított reáliskolához igazgatónak választotta. De a reáliskolát négy évi fennállása után a város megszüntette, mire őt 1861. október 10-én a besztercebányai, 1862. szeptember 2-án a pozsonyi gimnáziumhoz rendes tanárnak nevezték ki. Itt 1870-ig tanított, a amikor a pesti egyetem neveléstani tanszékére nevezték ki rendes tanárnak. 1863-ban vizsgálatot tett főgimnáziumra a világ- és magyar történelemből és földrajzból, a magyar nyelvből és az ó-klasszika filológiából.
1871. május 17-én a Magyar Tudományos Akadémia levelező tagjai sorába választotta a bölcseleti osztályba; azonban itt és a sajtóban, különösen az 1870-es években elvei miatt támadásoknak volt kitéve és ez érzékenyen sértvén őt, akadémiai tagságáról lemondott. 1887-ben a pápa aranymisés jubileuma alkalmából a magyarországi tanférfiak zarándoklatát vezette Rómába Breznay Béla elnöktársával, ahol az Academia Religione Catholica nagytermében rendezett díszülésen A régi és uj gymnasium szervezete című felolvasást tartott magyarul (megjelent a Kath. Szemlében 1888.) 1893-ban a pápa püspöki jubileuma alkalmából rendezett zarándoklatban is részt vett. Meghalt 1900. július 14-én Rákospalotán a Széchenyi-telepen.

## Írásai
Cikkei a Magyar Sajtóban (1857. 115-118. sz. Tanulság Cantu Caesár világtörténelméből, 125. sz. A Pesti Napló t. Ujdondászának); a Tanodai Lapokban (1858. A fényüzésről, különösen a nőnem fényüzéséről); a kecskeméti alreáltanoda Tudósítványában (1859. Gymnasiumokat állítsunk-e vagy reáltanodákat, 1860. Búcsuszó a II. oszt. tanulókhoz); a pozsonyi r. kath. főgymnasium Értesítőjében (1865. Anyagelvűség képtelensége); az Országos középtanodai tanáregylet Közlönyében (18?8. A torna fontossága a nevelésben, 1869-70. Az eszményi nevelés nem zárja ki a hazaszeretetet, 1872. Válasz Szamosynak a tanárképezde szervezeti javaslata ellen tett észrevételeire, 1874. Az egyiptomi sötétség a budapesti egyetem paedagogiai tanszékén); a M. Államban (1880. 51., 52. sz. Az álliberalismus különös tanügyi gyümölcsei, 1881. 14. sz. Hazafiui szózat a liberális s különösen a prot. honfiakhoz, 1883. 335. sz. A sajtószabadság, 1884. 1-12. sz. Az állam élete, 1886. 79. sz. könyvism., 1886. 110-118. sz. Somsich Pál és Kautz Gyula állama, 174-180 sz. Az ó-classicismus és dr. Kármán Mór logikai bukfenczezése, 206-208. szám, Trefort miniszter úr és a középiskola 1887. 17-19. sz. Horváth Cyrill tanszékének betöltése és prof. atyánkfiai, 1887. 24. és köv. sz. Hogy állunk a II. évezred küszöbén? 17 czikk, 1889. 83., 85., 86. sz. könyvism., 234-238. sz. Hozzászólás Csáky Albin gróf miniszter úr egyetemi reformjához, 1894. 26-38. sz. Egy világi katholikus szózata világi hitfeleihez, 49. sz. Magyar képviselőházi tévokoskodások); a Közoktatásban (1882. Kritikai nyomorúságok és könyvism., 1883. Vélemény az önkéntes és önkénytes szókról, 1884. Viszonválasz Thewrewk Árpádnak, Egy kis ellenmondás, Az új magyarok és a Budenz-Albumot illető felszólítás); a Függetlenségben (1886. 166. és köv. sz. Zsidó szellem a tudomány-egyetemen, 1887. 169. sz. A nyitrai választás); a Bölcseleti Folyóiratban (1889-90. Kitérés az Isten elől a világképződés utján, Aquinói szent Tamás bölcseletének jelentősége); a Nemzetben (1895. 189. sz. Egy szó dr. Wlassics miniszter úrhoz); a Katholikus Paedagogiában (1897. Gondolatok e folyóirat czéljáról és ennek eszközlési módjáról).

## Munkái
- Görögország története magán olvasásra. Irta Garamszeghi L. Ágost. I. kötet. Görögország történelme Nagy Sándorig. Pest, 1862. (A m. t. akadémia által társai között viszonylag legjobbnak talált pályamű.)
- Neveléstudomány. Műveltebb közönség számára. Pozsony, 1868. Négy kötet. (2. bőv. kiadás. Pest, 1871. 3. kiadás. Bpest, 1878. A m. tudom. akadémia 1871-ben a 200 aranyos nagy jutalommal tüntette ki. Ism. Néptanítók Lapja 1868. M. Sion 1869.)
- A középtanodai tanárok paedagógiai kiképzéséről. Pest, 1871. (Értekezés a bölcs. tudom. köréből II. l.)
- Nyilvános életünk és a sajtó. Bpest, 1873.
- A nevelés történelme. Budapest, 1874., 1878. Két rész 3 kötetben. (I. A nem-keresztény vagy nemzeti nevelés korszaka, II. 1. és 2. könyv. A keresztény vagy humanus nevelés korszaka. Ism. Hon 1874. 153. sz., Figyelő 1874.)
- Herbart bölcseleti rendszerének alaptévedései és a magyar miniszterialis középtanodai tanterv. Uo. 1875.
- Herbart bölcseleti rendszerének alaptévedéseit kimutató szemelvények ... Uo. 1875. (Kiegészítésül az előbbeni műhez.)
- Társadalomtudomány. Egy elég hosszú élet fontolgató észleléseinek és a társadalomtani irodalom sokévi kritikai tanulmányozásának gyümölcse. Az előnyösített osztályok figyelmébe ajánlva. Irta Cs. M. Uo. 1883.
- Természetbölcselet. Az Aquinói szent Tamáson alapuló bölcselkedés legujabb örökbecsű vívmányainak nyomán. Uo. 1890- 93. Hat kötet. (Ism. Kath. Szemle 1891., 1893.)
- Irányelvek a magyarországi autonomia szervezéséhez. Uo. 1897.

Levele Pesty Frigyeshez, Budapest 1889. március 15. (a Magyar Nemzeti Múzeumban).